# 난포

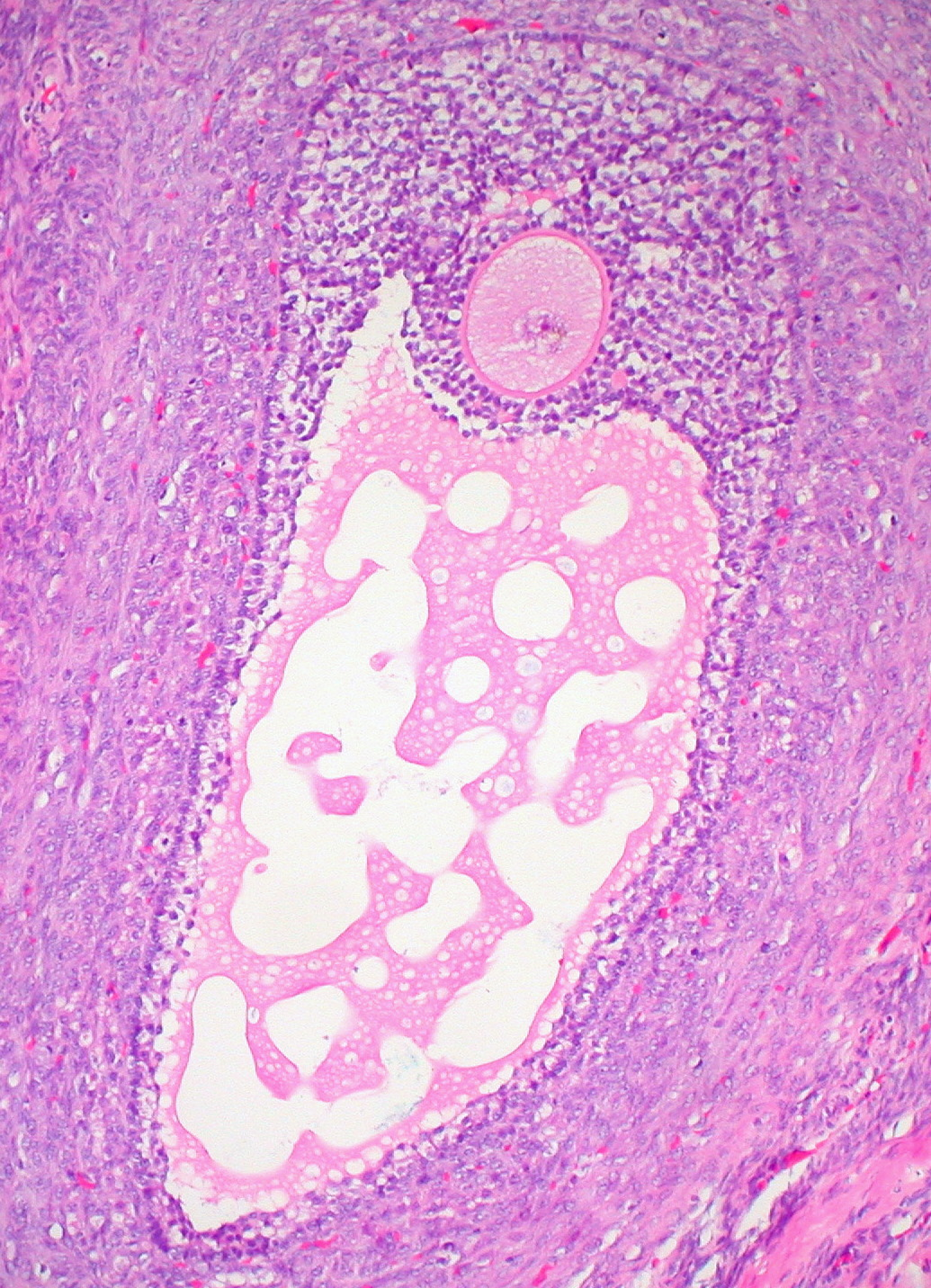
난포의 단면.

난포란 난소의 여포를 말한다. 난자가 생기는 장소이다.